# آنا فاندر
آنا فاندر (انگلیسی: Anna Funder؛ زادهٔ ۱۹۶۶ (۵۸–۵۹ سال)) یک نویسنده، و رمان‌نویس اهل استرالیا است که هم‌اکنون ساکن نیویورک ایالات متحده است. وی نگارنده کتاب اشتازی‌لند است که در سال ۲۰۰۴ میلادی برنده جایزه ادبی ساموئل جانسون شده است. او این کتاب را دربارهٔ مردمی نگاشته است که در حکومت کمونیسم دیکتاتوری آلمان‌شرقی با سازمان اطلاعاتی و پلیسی اشتازی فعالیت می‌کنند.
یکی دیگر از آثار معروف او همه آنچه هستم است که در سال ۲۰۱۱ میلادی توسط انتشارات پنگوئن منتشر شد. این کتاب بر خلاف اثر مشهور پیشین او در غالب ادبیات داستانی نگاشته شده‌است که در سال ۲۰۱۲ برنده جایزه مایلز فرانکلین گردید.
آنا فاندر در سال ۲۰۱۱ به سمت هیئت مدیره انجمن هنر استرالیا در بخش ادبیات آن گماشته شد. او علاوه بر زبان انگلیسی به دو زبان آلمانی و فرانسوی کاملاً تسلط دارد. وی با جان فاندر ازدواج کرده است و صاحب سه فرزند می‌یاشد و ساکن بروکلین نیویورک است.